# Odynerus masariformis
Odynerus masariformis är en stekelart som beskrevs av Giordani Soika. Odynerus masariformis ingår i släktet lergetingar, och familjen Eumenidae. Inga underarter finns listade i Catalogue of Life.